# Lubuk Terentang
Lubuk Terentang is een bestuurslaag in het regentschap Seluma van de provincie Bengkulu, Indonesië. Lubuk Terentang telt 332 inwoners (volkstelling 2010).